# Bagdad (film)
Bagdad è un film del 1949 diretto da Charles Lamont.
È un film d'avventura a sfondo fantastico prodotto negli Stati Uniti con Maureen O'Hara, Paul Hubschmid e Vincent Price. Racconta la storia di una principessa beduina (O'Hara), che torna a Baghdad dopo essere stata educata in Inghilterra.

## Produzione
Il film, diretto da Charles Lamont su una sceneggiatura di Robert Hardy Andrews con il soggetto di Tamara Hovey, fu prodotto da Robert Arthur per la Universal International Pictures e girato negli Universal Studios a Universal City, a Santa Clarita, sulle Alabama Hills e nel Vasquez Rocks Natural Area Park, in California.

## Distribuzione
Il film fu distribuito negli Stati Uniti dal 23 novembre 1949 al cinema dalla Universal Pictures.
Alcune delle uscite internazionali sono state:
- in Svezia il 16 gennaio 1950
- in Norvegia il 1º giugno 1950
- in Giappone il 12 settembre 1950
- in Austria il 6 ottobre 1950 (Bagdad)
- in Finlandia il 27 ottobre 1950 (Bagdad - 1001 yön kaupunki)
- in Francia il 24 novembre 1950
- in Danimarca il 12 febbraio 1951
- in Portogallo il 13 aprile 1951 (Bagdad)
- in Germania Ovest il 24 agosto 1951 (Die Prinzessin der Wüste)
- in Grecia (Vagdati)
- in Italia (Bagdad)

## Promozione
La tagline è: "The picture of 1001 pleasures!...1001 adventures!...1001 delights!".